# Catalaphyllia jardinei
Catalaphyllia jardinei là một loài san hô trong họ Euphyllidae. Loài này được Saville-Kent mô tả khoa học năm 1893.